# Храм Святого Пантелеимона (Кёльн)
Храм Святого великомученика и целителя Пантелеимона (нем. Russisch Orthodoxe Kirchengemeinde d.Hl. Panteleimon zu Köln) — православный храм Берлинско-Германской епархии Русской православной церкви заграницей, расположенный в Кёльне-Вестхофене. При храме действуют церковно-приходская школа, библиотека и филиал заочного отделения Киевской духовной семинарии и академии.

### История
В 1953 году на территории Мудра казармы была построена казарменная капелла для семей бельгийских солдат, балтийцев и местных немцев. В храме проводились католические и протестантские богослужения.
В 1994 году, после вывода бельгийских войск, Берлинской и Германской епархией РПЦЗ была приобретена территория размером в 2 гектара с храмом и другими прилегающими строениями. Всё это было передано в пользование Кельнской православной общине, существовавшей с 70-х годов и не имеющей собственной церкви. Практически сразу начались работы по возведению иконостаса, автором которого стал иконописец Александр Столяров. Хозяйственные помещения были переоборудованы для нужд общины. В 1995 году на территории прихода начала действовать воскресная школа. На её базе позже был организован Детско-Юношеский Центр в честь Иоанна Шанхайского и Сан-францисского.

### Современное состояние
Храм представляет собой трёхнефную базилику с кампанилой. Внутри находится двухъярусный иконостас. Рядом с храмом находится звонница. Кроме храма на территории расположены крестильня, трапезная, приходская гостиница, конференц-зал, приходская библиотека, помещения приходской школы и Детско-Юношеского Центра, столярная мастерская, спортивно-детская площадка, просфорня и пасека.
На базе прихода проводятся массовые мероприятия, такие как ежегодный молодёжный съезд, детский лагерь, певческий съезд.
Дважды в год на территории храма проводится выездная сессия Киевской духовной семинарии и академии. В Детско-Юношеском центре и Воскресной школе, дети изучают русский язык, историю, основы православного вероучения.
Также действует художественный кружок. В общине проходят благотворительные ярмарки, вечера и концерты организованные православной добровольной диаконической службой «Доброе дело». В храме проводятся семинары для волонтеров.

### Настоятели
- 1995—2007 — протоиерей Божидар Патрногич.
- с 2007 по настоящее время — протоиерей Андрей Остапчук.